# قياس توتر العين
قياس توتر العين (بالإنجليزية: Tonometry)‏ هو الإجراء الذي يقوم به أخصائيو العناية بالعيون لتحديد الضغط داخل العين (IOP)، وهو ضغط السائل داخل العين. إنه اختبار مهم في تقييم المرضى المعرضين لخطر الزرق. يتم معايرة معظم مقاييس التوتر لقياس الضغط في ملليمتر من الزئبق (مم زئبق).

## الطُرق

### قياس توتر العين بالتسطيح
في علم قياس توتر العين بالتسطح يتم استنتاج الضغط داخل العين (IOP) من القوة المطلوبة لتسطيح (مسطح) منطقة ثابتة من القرنية، لقانون إمبيرت-فيك. كان مقياس توتر ماكلاكوف مثالًا مبكرًا على هذه الطريقة، في حين أن مقياس توتر العين جولدمان هو الإصدار الأكثر استخدامًا في الممارسة الحالية. نظرًا لأن المسبار يتصل بالقرنية، فيتم إدخال مخدر موضعي، مثل بروكسيميتاكين، على سطح العين في شكل قطرة للعين.

### قياس جولدمان
يعتبر مقياس قياس جولدمان المقياس الذهبي لمعرفة الضغط داخل العين، وهو أكثر الطرق المقبولة على نطاق واسع. حيث يتم تثبيت كراس خاص مطهر على رأس مقياس التوتر ثم يتم وضعه على القرنية. يستخدم الفاحص بعد ذلك مرشحًا أزرق الكوبالت لعرض دائرتين شبه خضراء. ثم يتم ضبط القوة المطبقة على رأس مقياس التوتر باستخدام قرص متصل بنابض توتر متغير حتى تلتقي الحواف الداخلية للدوائر الخضراء في عدسة الكاميرا. عندما يتم تسطيح مساحة 3.06 مم (0.120 بوصة)، فإن قوى معارضة صلابة القرنية والغشاء المسيل للدموع تقريبية تقريبًا وتلغي بعضها البعض مما يسمح بتحديد الضغط في العين من القوة المطبقة. مثل جميع الأساليب غير الغازية، فهي غير دقيقة بطبيعتها وقد تحتاج إلى تعديل.